# Famille Casimir-Perier
Pour les articles homonymes, voir Casimir et Perier.
La famille Casimir-Perier, anciennement Perier, est une ancienne famille de la bourgeoisie du Dauphiné.
L'une de ses branches avait acquis une charge anoblissante de secrétaire du roi en 1778. Au XIXe siècle, elle s'est illustrée dans le monde politique et économique et a pris le nom de Casimir-Perier. Elle compte parmi ses membres des industriels, des banquiers et plusieurs personnalités politiques. Parmi celles-ci, un président de la République, un président du Conseil, deux ministres de l'Intérieur et d'autres élus jusqu'au début du XXe siècle.
Elle s'est éteinte en 1992[réf. nécessaire].

## Histoire

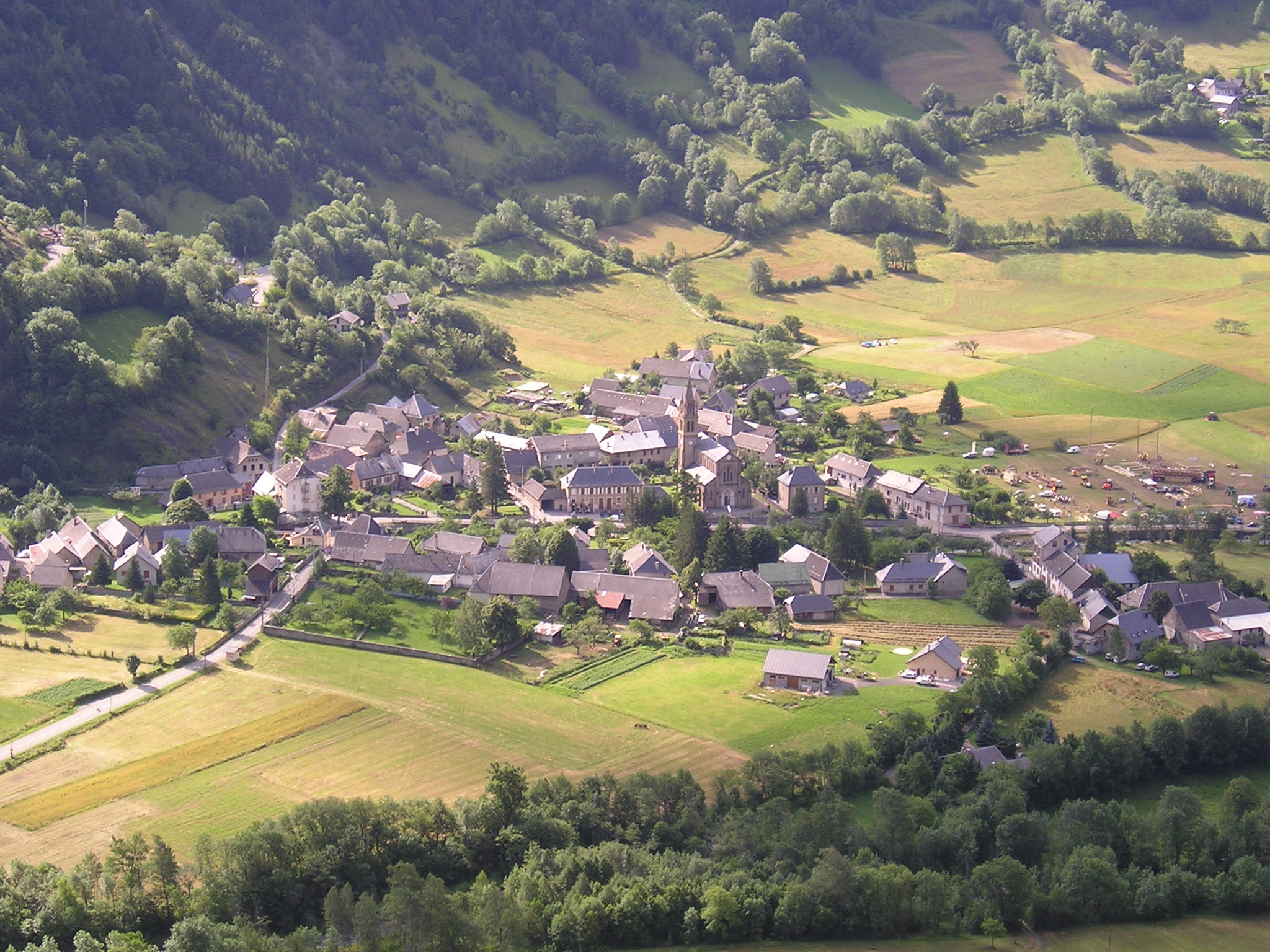
Le Périer (Isère)

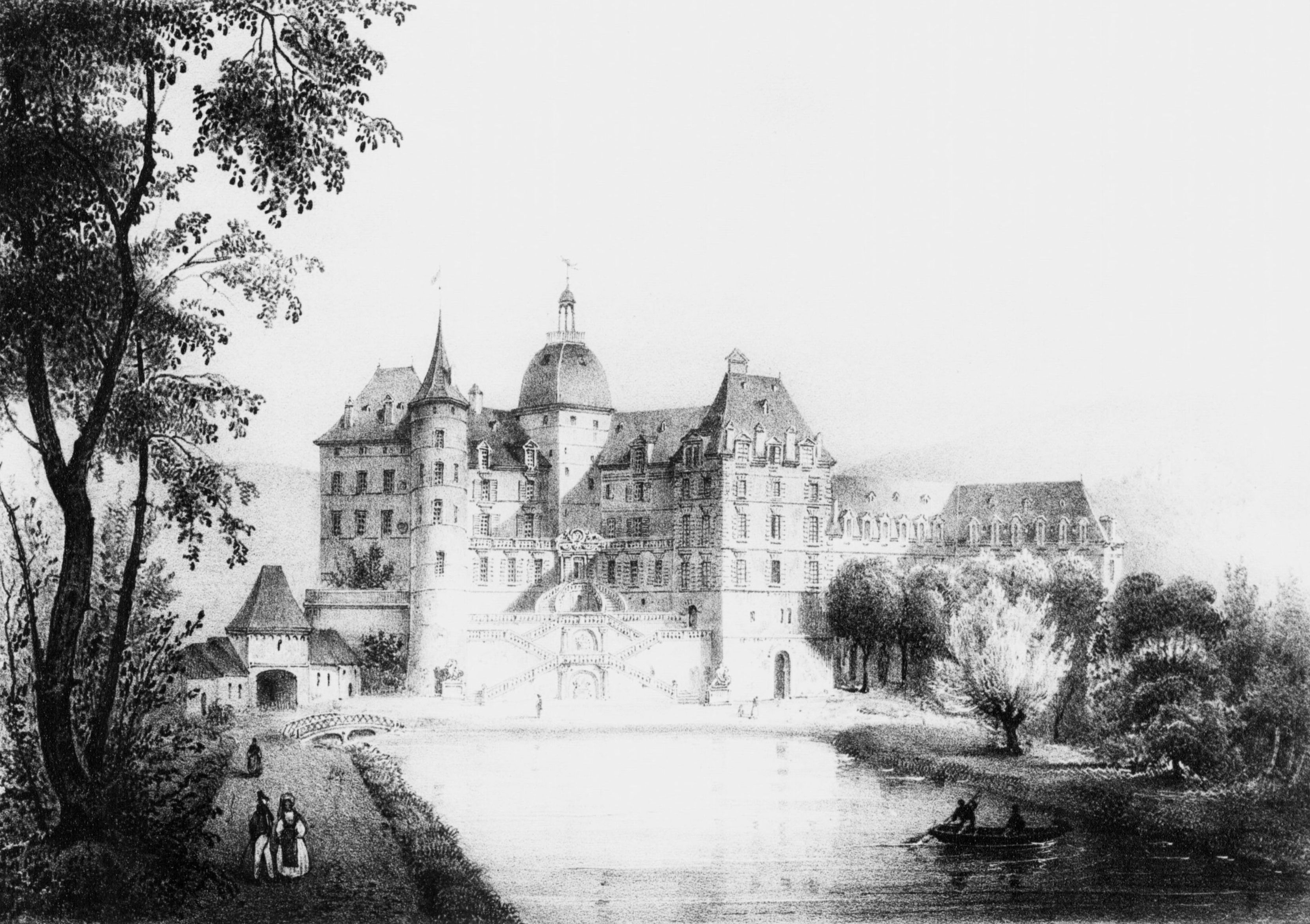
Le château de Vizille avant 1865.

Claude Perier, acteur industriel dans le Dauphinois à la fin de l'Ancien Régime et acquéreur du château de Vizille, sera à l'origine d'une dynastie politique dans la France du XIXe siècle. Il avait acheté une charge de conseiller-secrétaire du roi en 1778 dont il était toujours en charge lors de l’abolition de la noblesse en 1790.
Au cours du XIXe siècle, outre plusieurs hommes politiques éminents : un président de la République, un président du Conseil, deux ministres de l'Intérieur, un sénateur inamovible, sept députés. On compte également parmi ses membres deux pairs de France, deux régents de la Banque de France, un préfet et des membres  du  Conseil d'État.
En hommage à Casimir-Pierre Perier (1777-1832), président du Conseil de 1831 à 1832, ses descendants adoptèrent le patronyme Casimir-Perier. Les autres branches familiales gardant leur patronyme originel Perier.

## Liens de filiation entre les personnalités notoires
- Jacques Perier, bourgeois du Périer, et Antoinette Barthélémy, ont entre autres enfants :
  - Jacques II Perier (1703-1782), négociant et manufacturier, consul de Grenoble. Marié à Élisabeth Dupuy (1719-1798), ils ont entre autres enfants :
    - Claude II Perier (1742-1801), banquier et industriel français. Il acquiert une charge de secrétaire du roi en 1778. Également le château de Vizille. Il est le rédacteur en 1800 des premiers statuts de la Banque de France[2],[3],[4],[5]. Ses enfants sont :
      - Joséphine Perier (1770-1850), épouse du baron Jacques-Fortunat Savoye-Rollin
      - Augustin Perier (1773-1833), pair de France, député de l'Isère, président du tribunal de Commerce, représentant du Commerce et de l'Industrie à la Chambre des Cent-Jours, conseiller municipal de Grenoble, polytechnicien, officier de la Légion d'honneur
      - Alexandre Perier (1774-1846), maire de Montargis, député et président du Conseil général du Loiret
      - Scipion Perier (1776-1821), directeur de banques et d'industries, membre du Conservatoire des arts et métiers; directeur de la Caisse d'épargne et de prévoyance, administrateur des Mines d'Anzin, régent de la Banque de France au VIIe siège
        - Édouard Perier (1813-1865), maître des requêtes au Conseil d'État

      - Casimir Perier (1777-1832), banquier, député de la Seine, de l'Aube, ministre sans portefeuille (1830), président de la Chambre des députés (1830 et 1830-1831), président du Conseil et ministre de l'Intérieur (1831-1832), juge au tribunal de Commerce, membre de la Chambre de commerce, régent de la Banque de France au XIe siège, ordre du Lys, officier de la Légion d'honneur. Il a entre autres enfants :
        - Auguste Casimir-Perier (1811-1876), député, président du Conseil général de l'Aube, ministre de l'Intérieur (1871-1872 et 1873), sénateur inamovible. Il a entre autres enfants :
          - Jean Casimir-Perier (1847-1907), député, président du Conseil des ministres et ministre des Affaires étrangères (1893-1894), président de la Chambre des députés (1894), 6e président de la République française (1894-1895). Il épouse Hélène Casimir-Perier (1854-1912), née Hélène Perier-Vitet. Ils ont entre autres enfants :
            - Claude Casimir-Perier (1880-1915), écrivain français

        - Paul Casimir-Perier (1812-1897), banquier, armateur, député, sénateur

      - Marine Perier (1779-1851), épouse de Camille Teisseire, agent national de la Convention à Grenoble et industriel
      - Camille Joseph Perier (1781-1844), polytechnicien, membre du Bureau des Statistiques, géographe, auditeur au Conseil d'État, préfet de la Corrèze, de la Meuse, député de la Sarthe, de la Corrèze, pair de France, maire de Chatou, chevalier de la Légion d'honneur
      - Alphonse Perier (1782-1866), commandant au sein de la Garde nationale, maire d'Eybens, député de l'Isère, juge au tribunal de commerce, conseiller général de l'Isère, administrateur de l'hospice civil de Grenoble, membre du Conseil académique, administrateur de la succursale grenobloise de la banque de France, vice-président de la Caisse d'épargne et de prévoyance de Grenoble
      - Amédée Perier (1785-1851), auditeur au Conseil d'État
      - Joseph Perier (1786-1868), auditeur au Conseil d'État, receveur général de la Grande Armée, receveur des finances (Paris IVe), administrateur puis président des mines d'Anzin, député de la Marne, régent de la Banque de France au XIe siège, officier de la Légion d'honneur. Parmi ses descendants figure Denis Perier-Daville (1916-1996), journaliste français[6].

    - Rose-Euphrasine Perier, elle épouse Pierre-François Duchesne
      - Philippine Duchesne (1769-1852), religieuse catholique française, reconnue sainte de l'Eglise catholique.

### Portraits

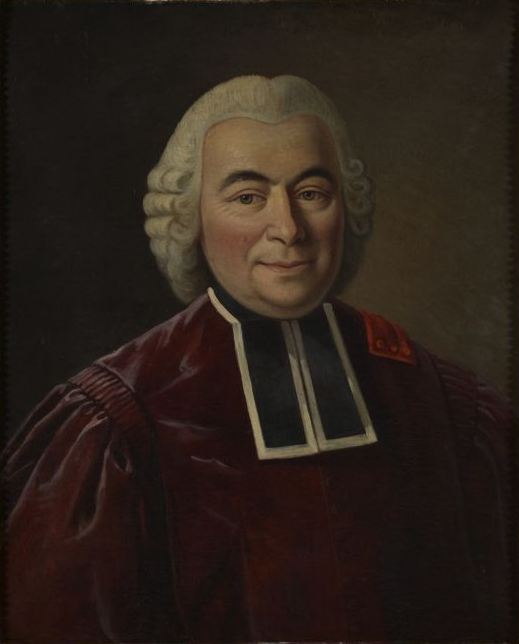
Jacques II Perier (1703-1782)
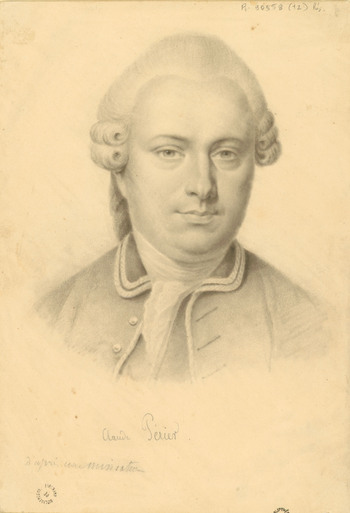
Claude Perier (1742-1801)
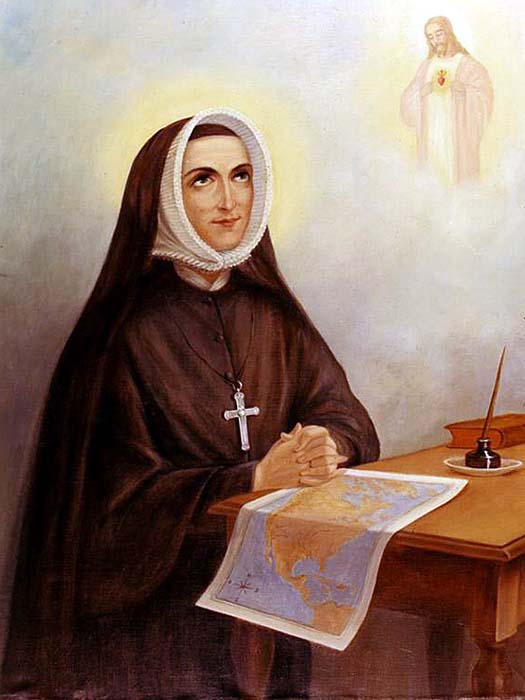
Philippine Duchesne (1769-1852), fille de Rose-Euphrasine Perier
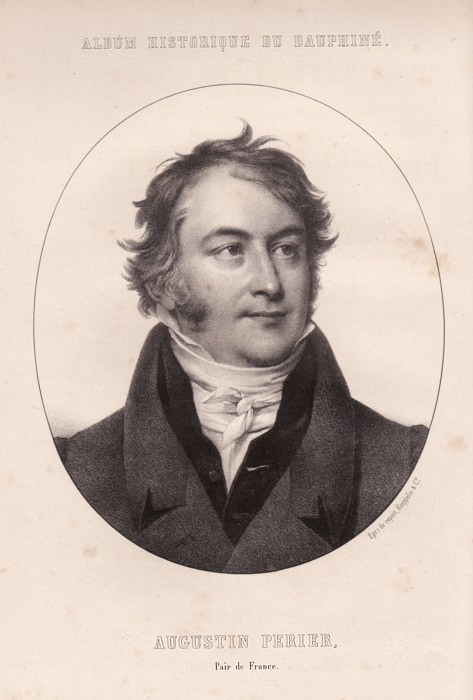
Augustin Perier (1773-1833)
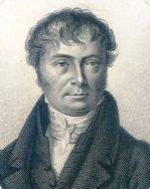
Alexandre Perier (1774-1846)
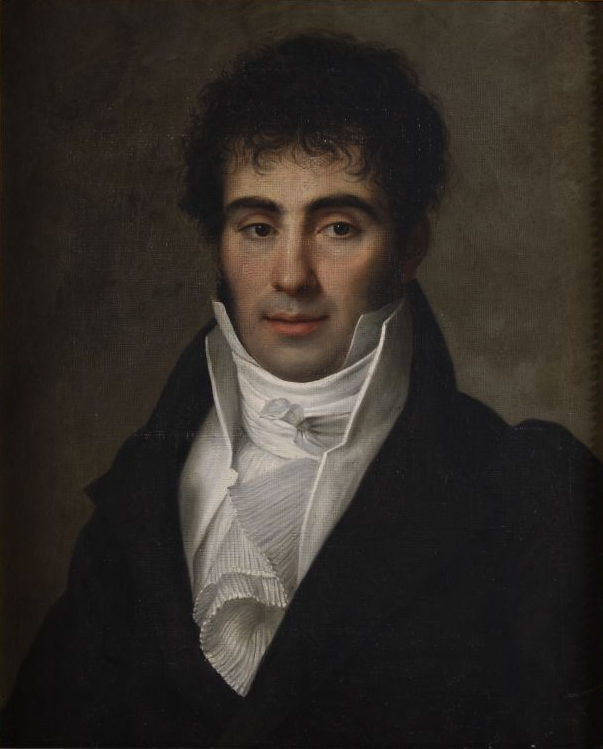
Scipion Perier (1776-1821)
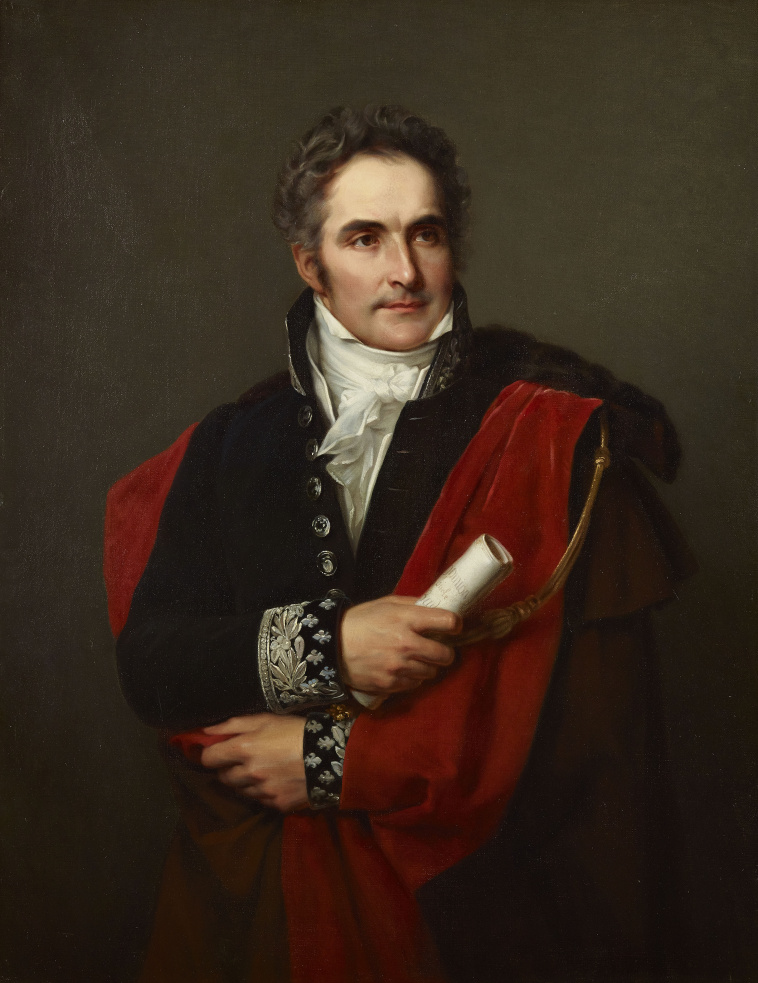
Casimir Perier (1777-1832)
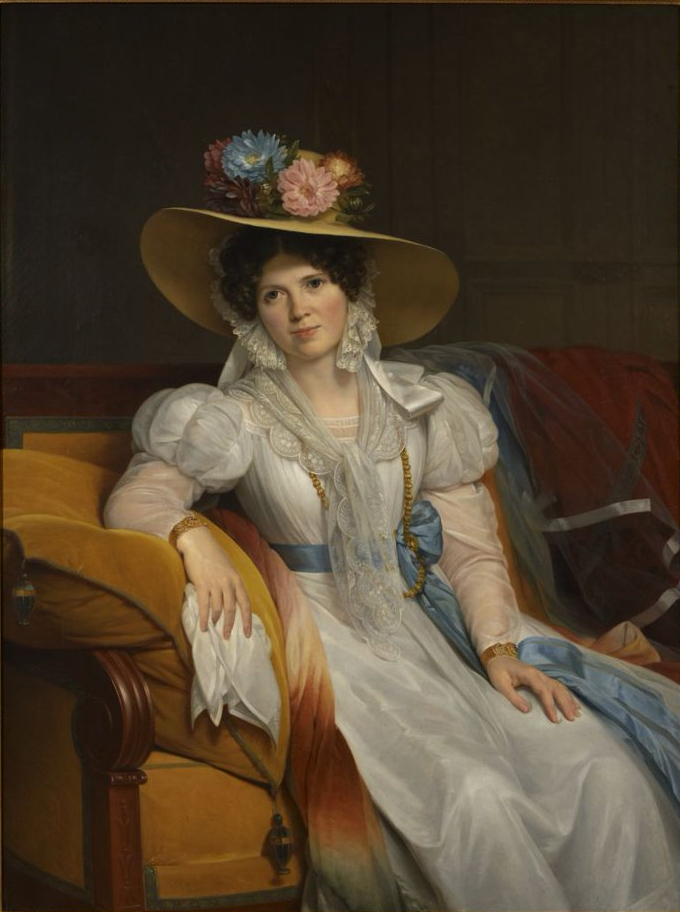
Mme Casimir Perier, née Marie-Cécile Loyer (par Louis Hersent, musée de la Révolution française).
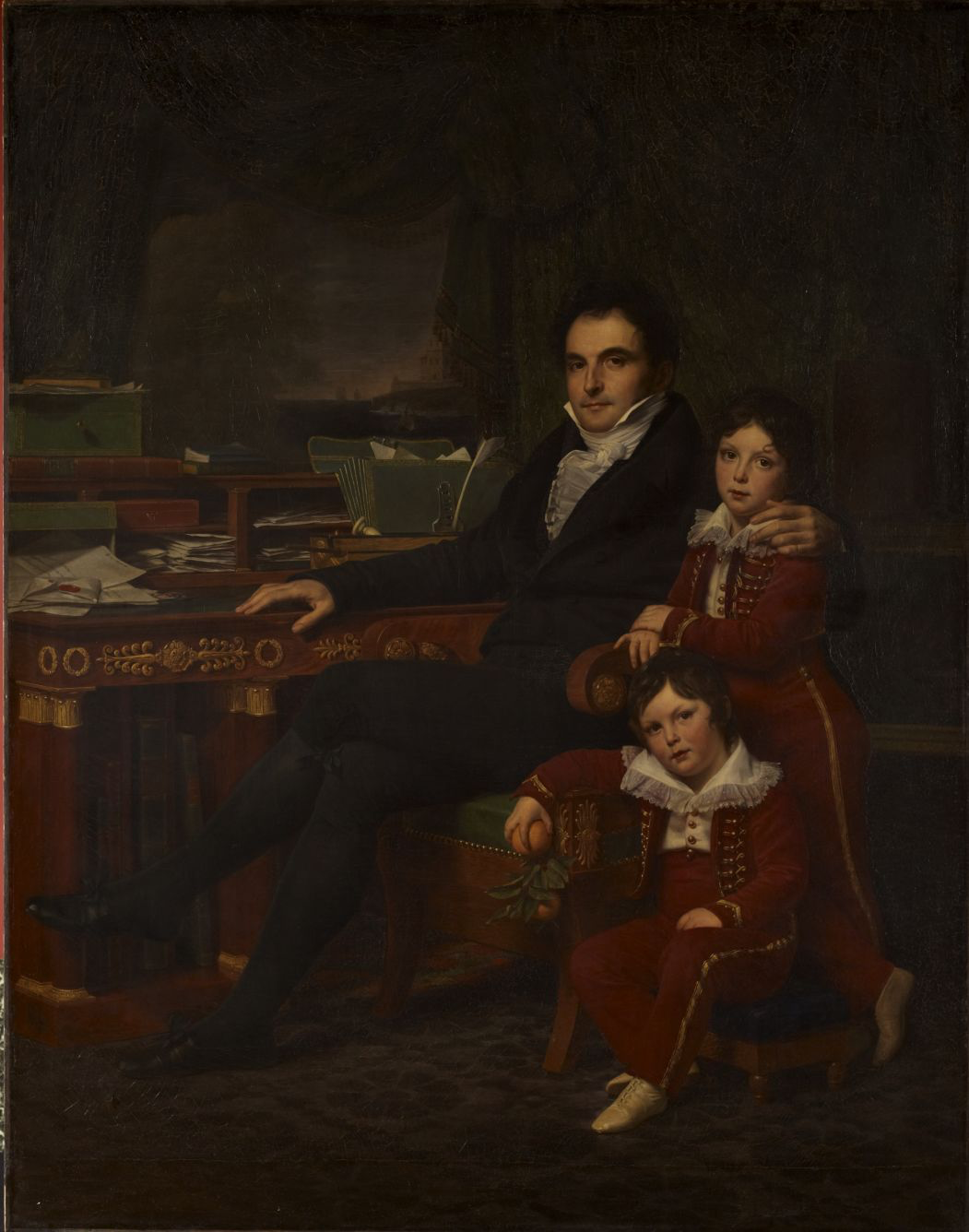
Casimir Perier avec ses fils Auguste et Paul (par Louis Hersent).
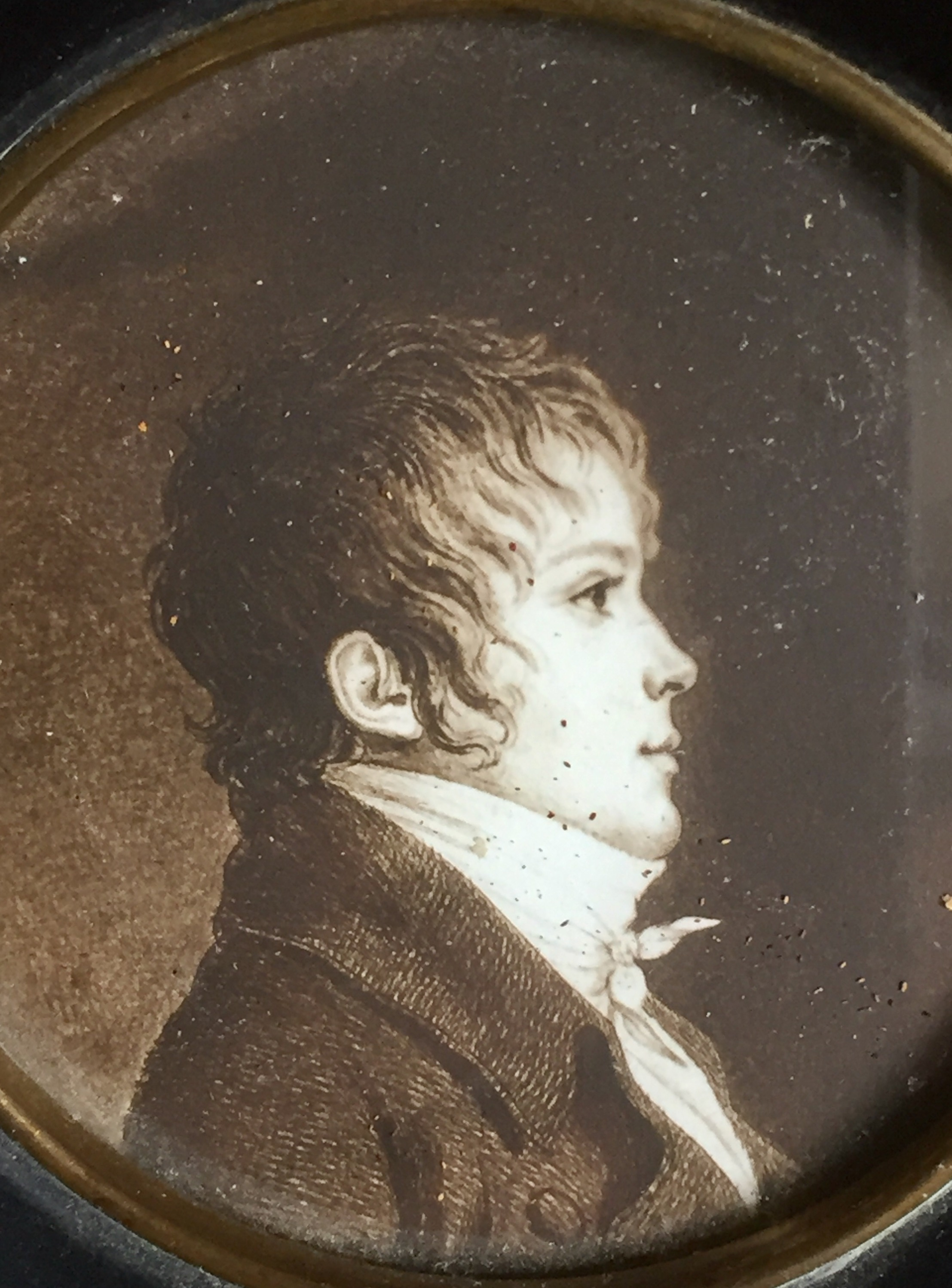
Camille Perier (1781-1844)
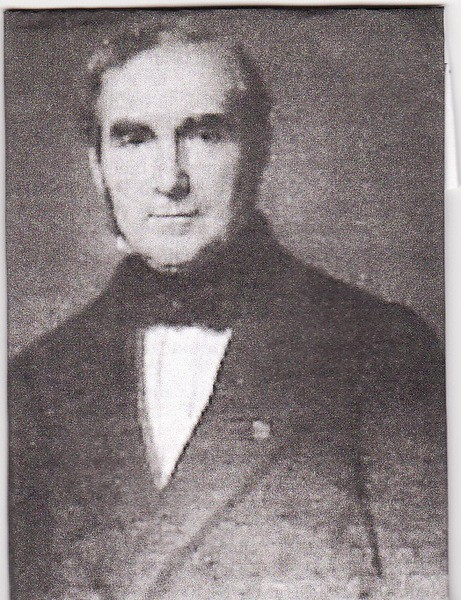
Joseph Perier (1786-1868)
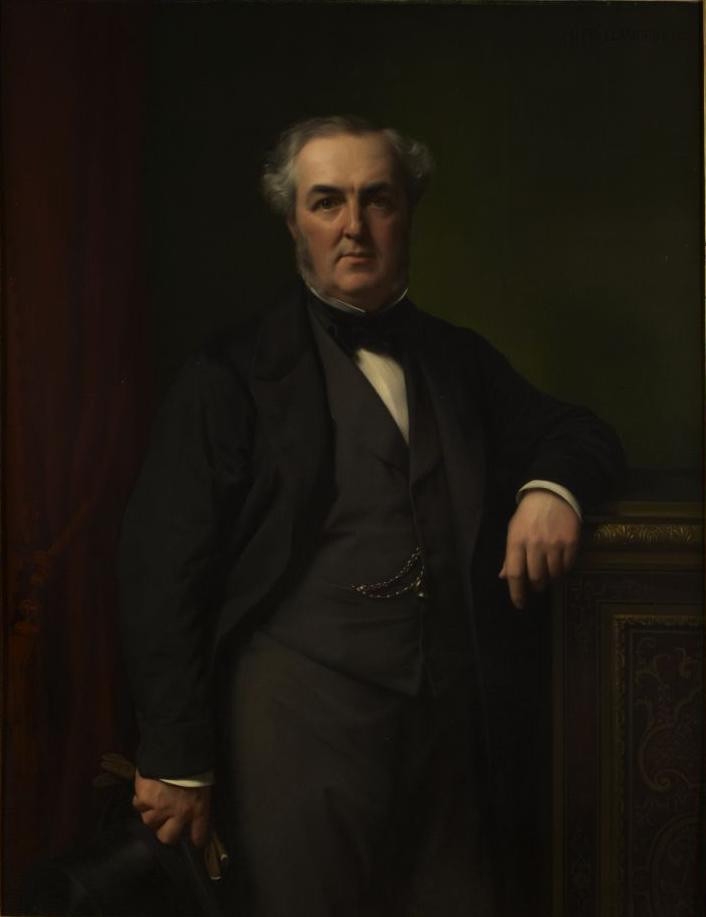
Auguste Casimir-Perier (1811-1876)
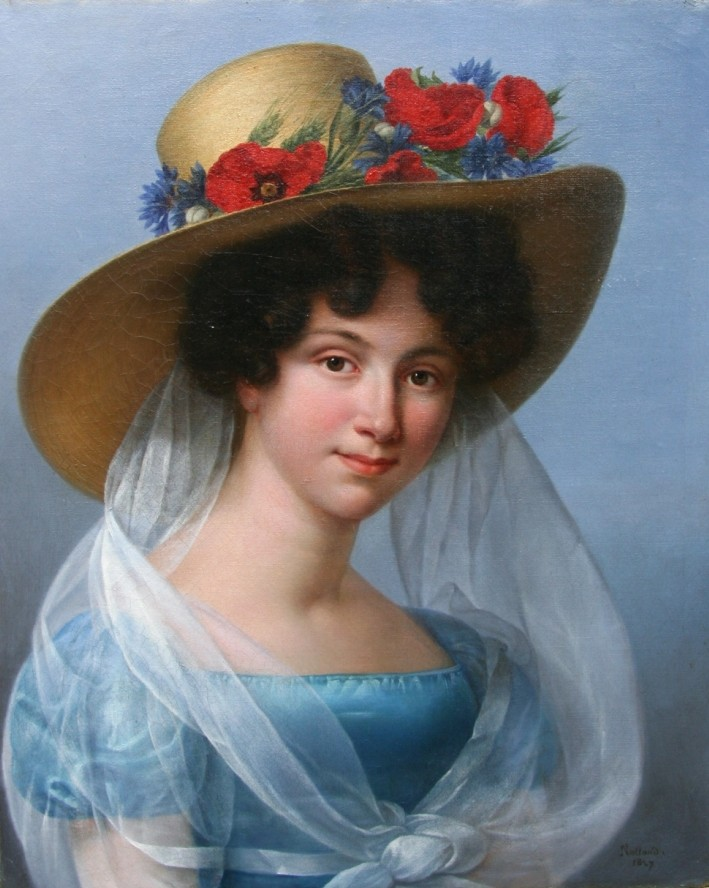
Mathilde Perier, baronne de Chabaud-Latour (par Benjamin de Rolland)
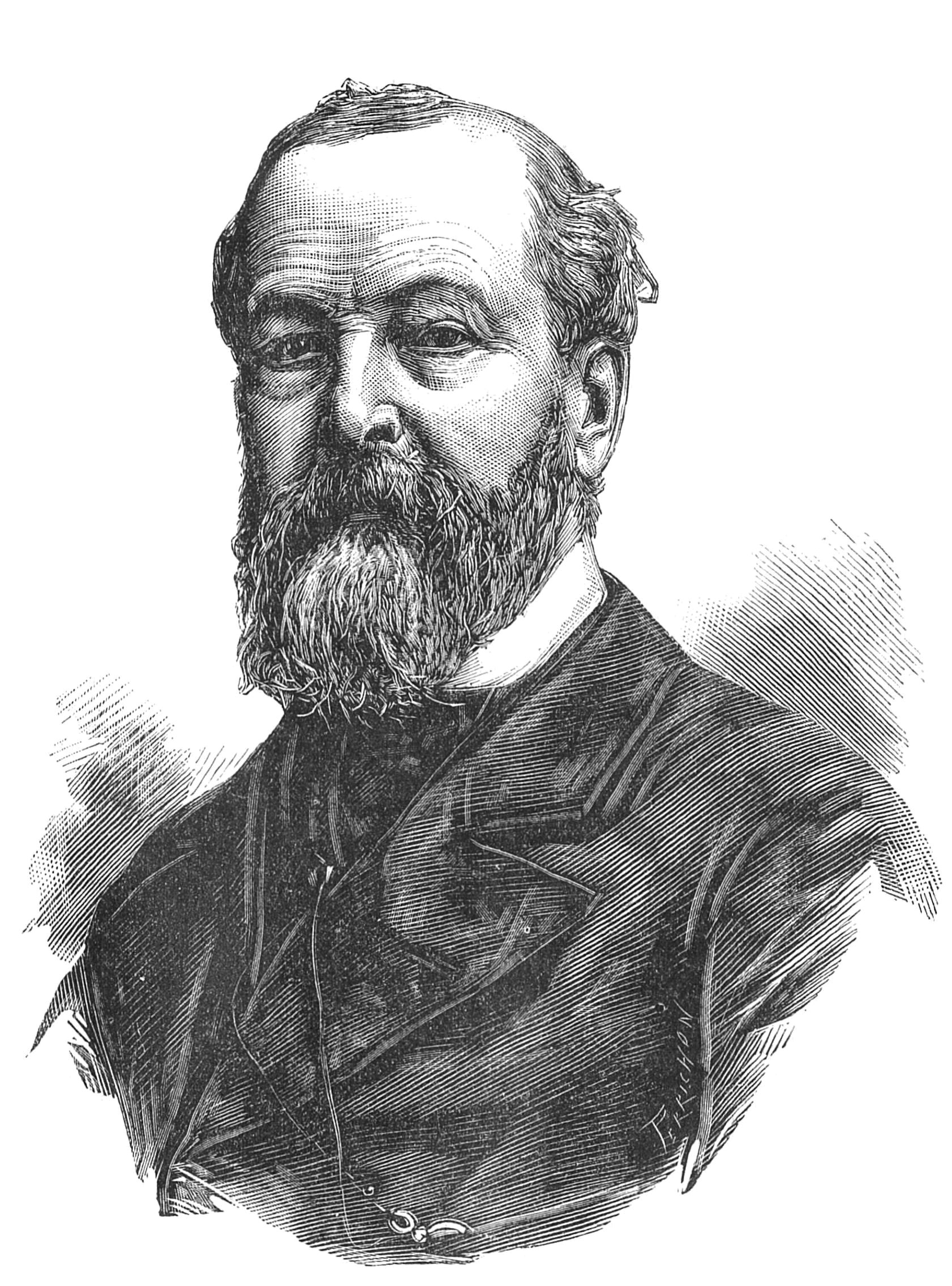
Paul Casimir-Perier (1812-1897)
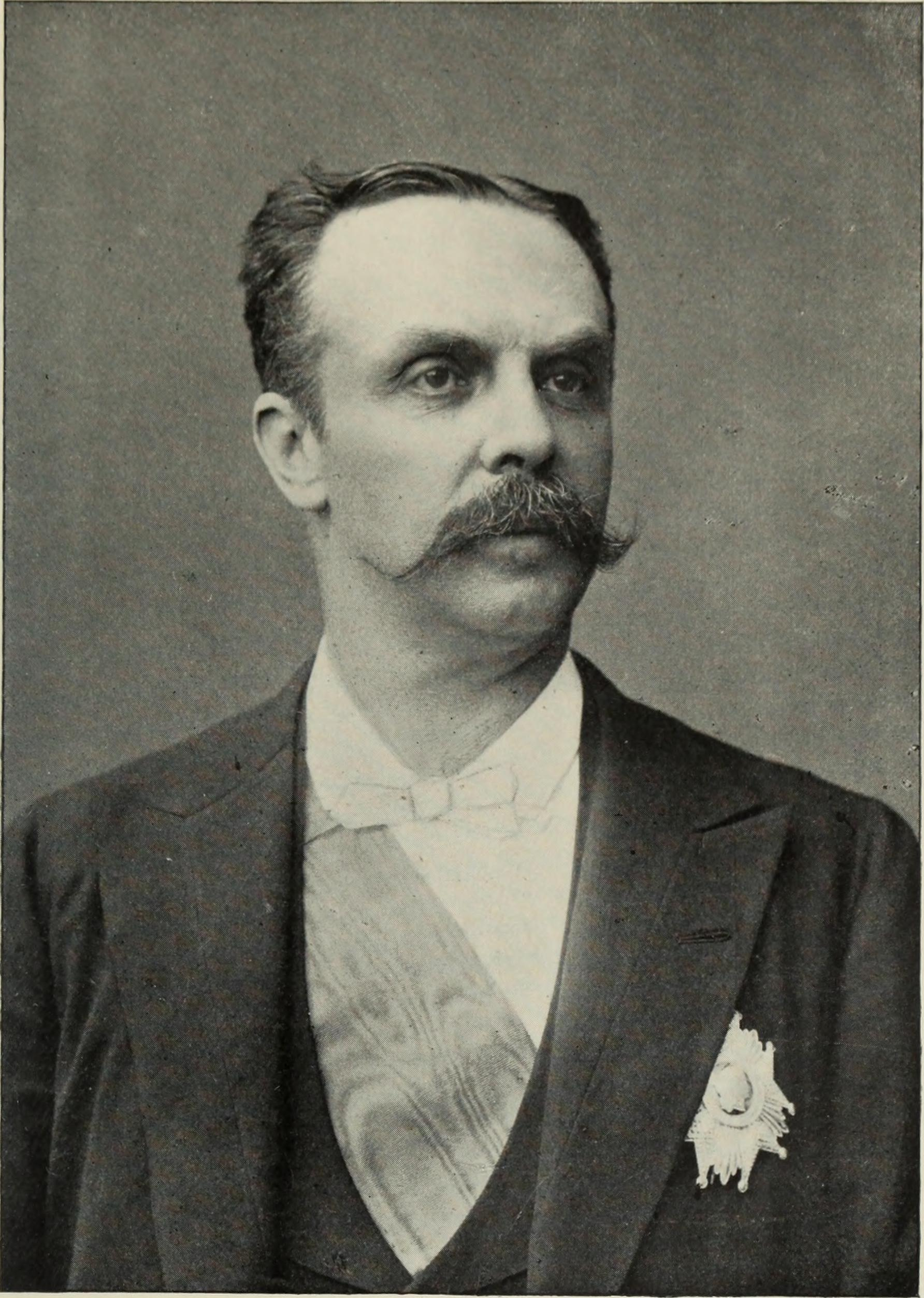
Jean Casimir-Perier (1847-1907)
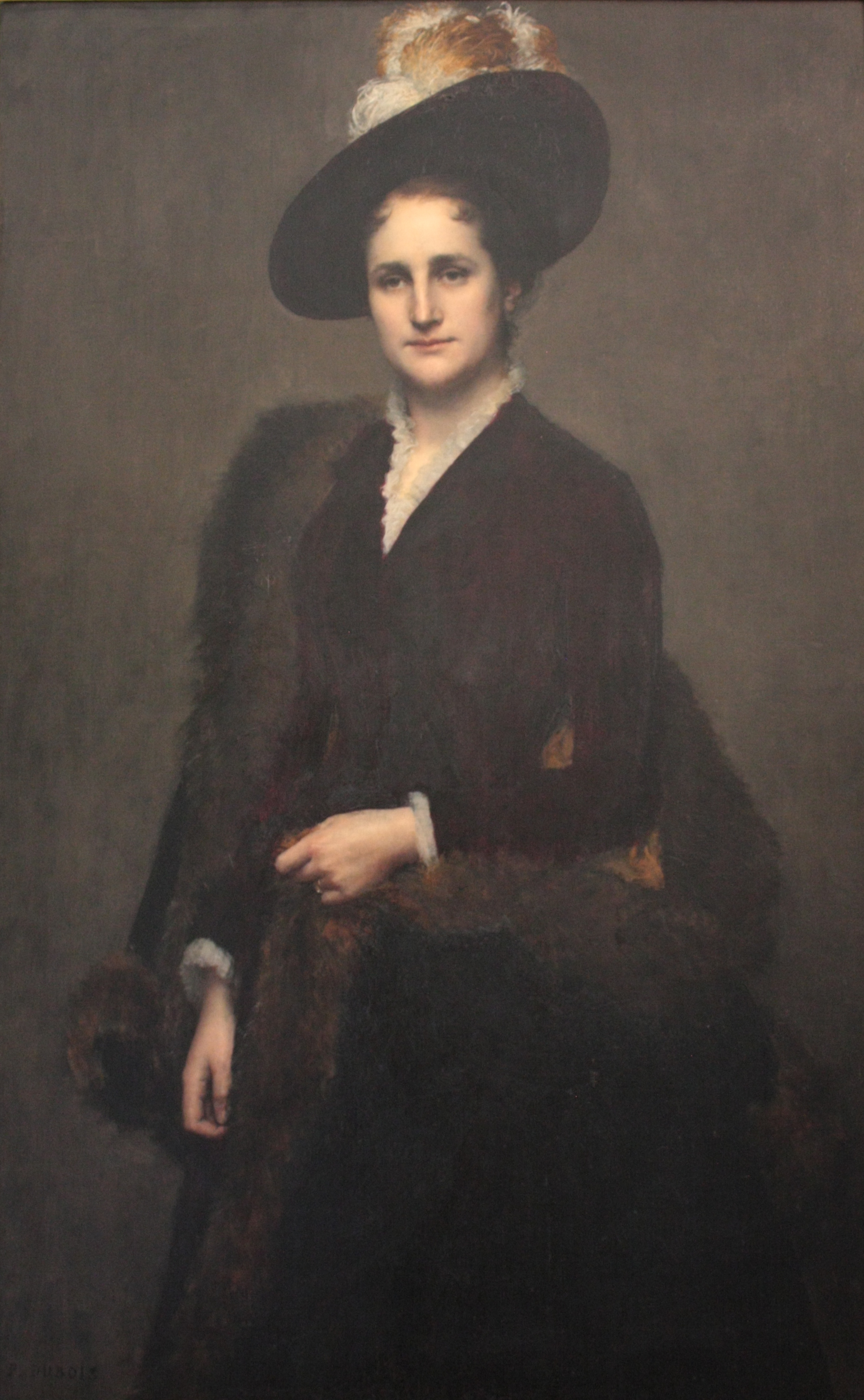
Mme Jean Casimir-Perier, née Hélène Perier-Vitet.
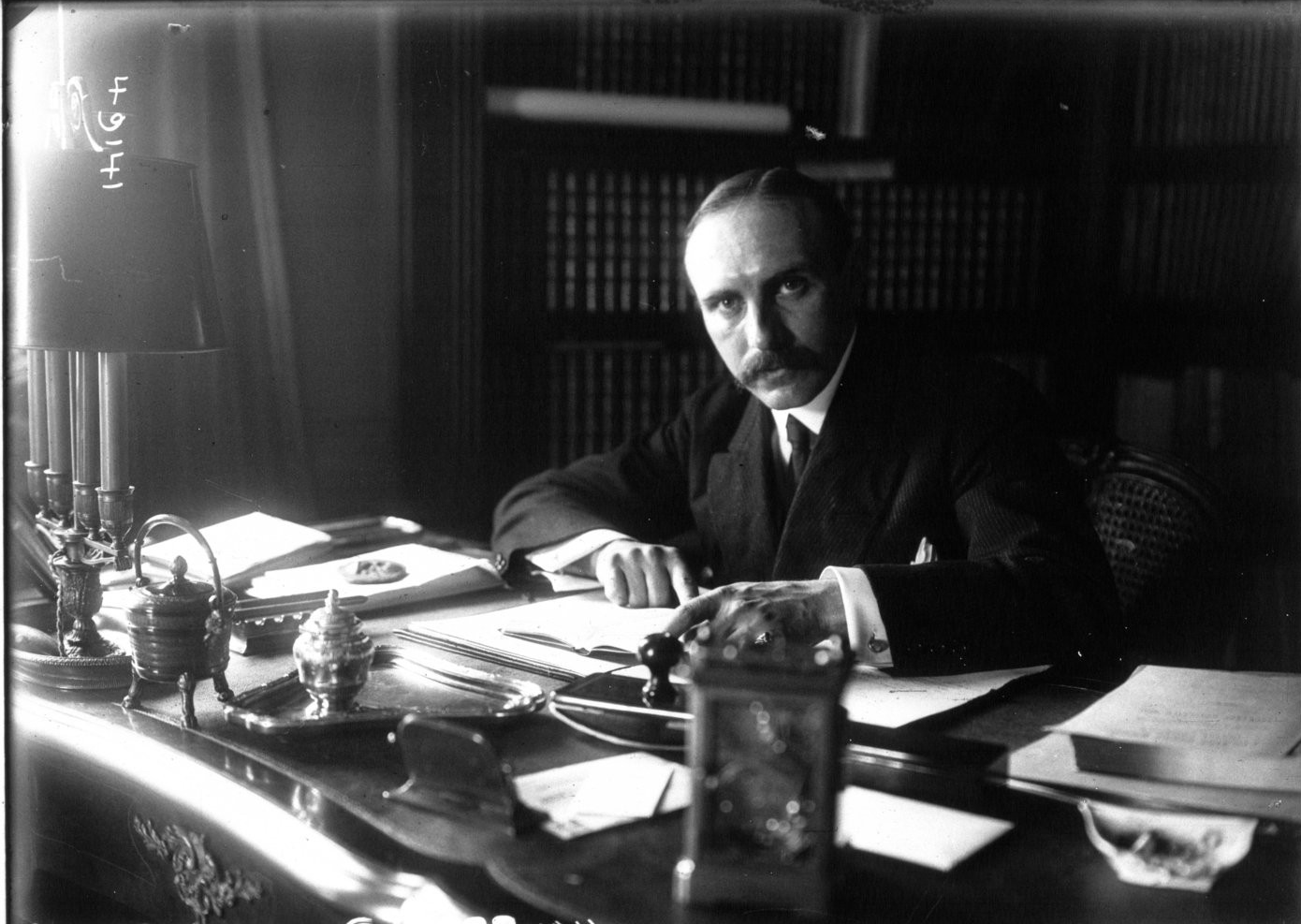
Claude Casimir-Perier (1880-1915)

## Alliances
Les principales alliances de la famille Casimir-Perier sont : Barthélémy, Dupuy, Pascal (1767), Duchesne (XVIIIe siècle), Teisseire (1794), de Berckheim (1798), de Rémusat (XIXe siècle), de La Fayette (XIXe siècle), de Dietrich (XIXe siècle), Loyer (XIXe siècle), Le Couteulx de La Noraye (1809), de Tournadre (XIXe siècle), Chaper (1824), Paturle (XIXe siècle), Fontenilliat (XIXe siècle), de Ségur (XIXe siècle), Vitet (XIXe siècle), Sommier (XIXe siècle), Brockwell (XIXe siècle), Perier-Vitet (1873), Benda (XXe siècle).

## Postérité
- Rue Casimir-Périer (Paris), mais aussi à Lyon, Bezons, Le Havre, Nantes, Grenoble
- Fosse Casimir-Perier (Nord)
- La salle de la famille Perier au musée de la Révolution française (au château de Vizille, en Isère) expose une grande partie des portraits des membres de cette famille

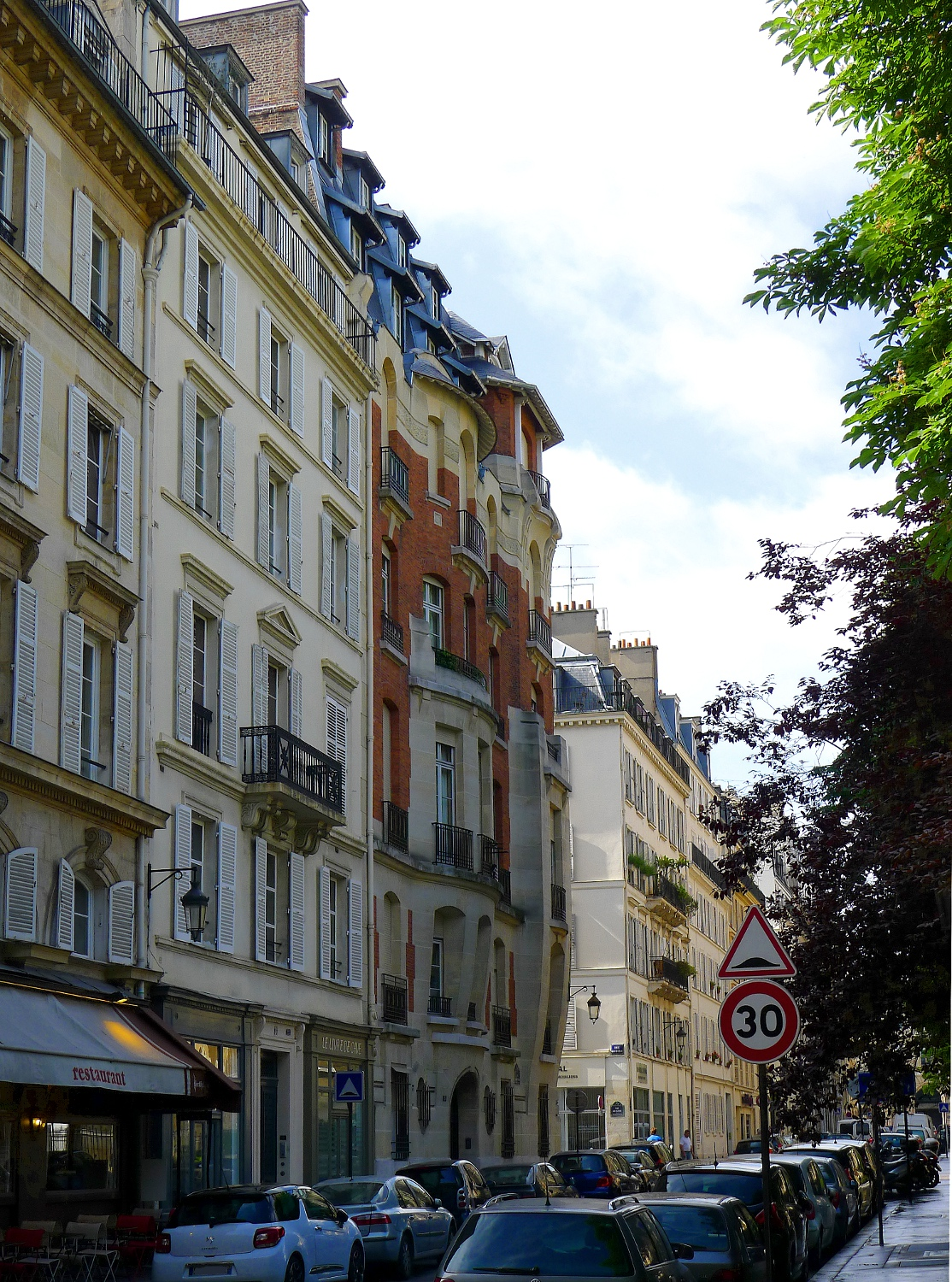
Rue Casimir-Périer (Paris VIIe)
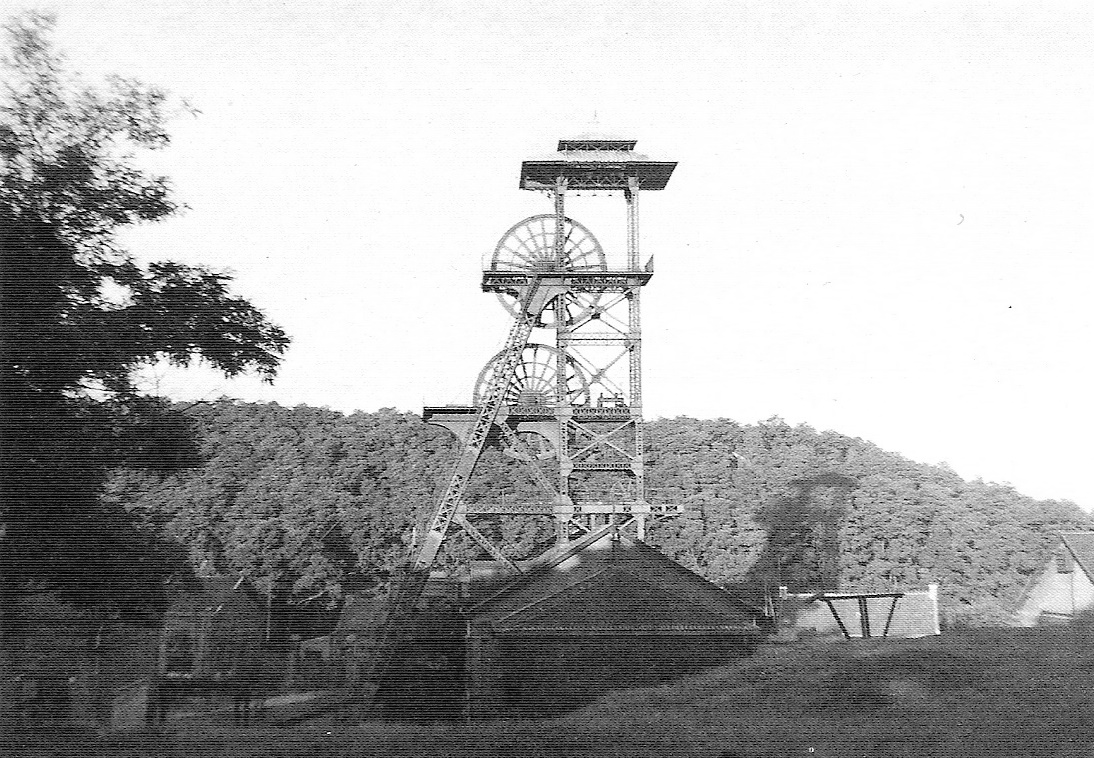
Fosse Casimir-Perier (mines d'Azin dans le département du Nord)
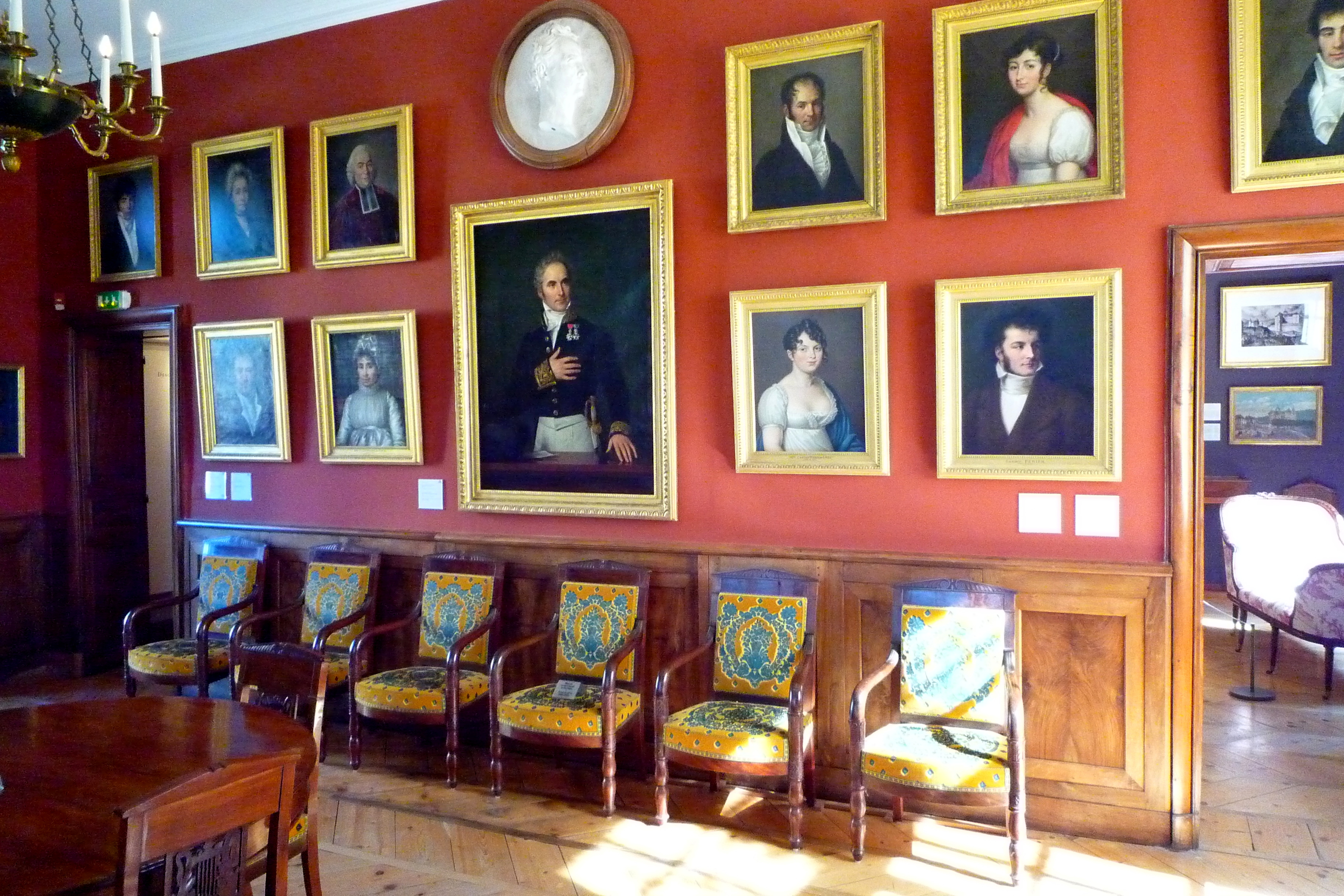
Salle Perier au musée de la Révolution française

## Pour approfondir